# Rodolphe Bringer
Pour les articles homonymes, voir Bringer.
 (juin 2024).
Si vous disposez d'ouvrages ou d'articles de référence ou si vous connaissez des sites web de qualité traitant du thème abordé ici, merci de compléter l'article en donnant les références utiles à sa vérifiabilité et en les liant à la section « Notes et références ».
Rodolphe Bringer de son vrai nom Rodolphe Béranger, né à Mondragon le 4 mars 1869 - mort à Pierrelatte le 3 mai 1943, est un écrivain et journaliste français.

## Biographie
Il collabora probablement à L'Humanité, et certainement au Sourire  (il en fut le secrétaire de rédaction puis le rédacteur en chef quand le titre devint Le Sourire de France). Pendant la Première Guerre mondiale, il donne des échos à L'Heure et des articles à La Rampe, Le Bonnet rouge, Le Journal du Peuple, Le Front. Il participe à la revue La Baïonnette en 1916. Il devient journaliste au Canard enchaîné de 1916 à 1935. Il s'occupe d'un magazine intitulé La Petite Semaine, composée de quatre feuilles insérées dans Le Sourire, un grand hebdomadaire humoristique de l'époque, dont il prend la rédaction en chef en 1917, jusqu'en 1922.
Le directeur du Canard enchaîné, Maurice Maréchal, lance un journal humoristique nommé Le Pélican fin avril 1921, dont Rodolphe Bringer est le rédacteur en chef et directeur-gérant. Ce journal tint quelques mois, puis disparut devant la montée du journal Le Merle Blanc. Il était en fait une pâle copie du Canard enchaîné, journal humoristique, publiant « des romans, des contes, des nouvelles, des échos, des dessins », des articles dus à la plume de quelques-uns des collaborateurs du Canard enchaîné et d'autres amis proches.
Rodolphe Bringer s'éloigne du Canard enchaîné vers 1935. Il est l'auteur de romans policiers, et d'ouvrages destinés à la jeunesse.
Il mourut en 1943, dans sa chère retraite de Gonfle-Boufigue, alias Pierrelatte dans la Drôme. Son fils Jean Bringer, né le 28 août 1916 à Vincennes, fut assassiné par les Allemands sur le dépôt de munitions du Domaine de Baudrigue à Roullens le 19 août 1944 avec quatorze de ses camarades. Jean-Marie Bringer, son petit-fils et fils de Jean, unique descendant, grand défenseur de la Laïcité et adepte du Pastafarisme s'est éteint le 1er janvier 2011.

## Œuvres
- Le Record de Guichemolles, Chailley, 1894. Illustré par Guydo.
- Un cadet de Gascogne, Juven, 1900.
- L'Infortuné Plumard, Juven, 1902.
- Les Petits Cake-Walk (avec la coll. de Raymond de La Nézière), Juven, 1905.
- Le Marquis de Carabas, Éditions Pierre Lafitte, Collection Lilliput bibliothèque, illustré par Raymond de La Nézière.
- Jean Bart, Éditions Pierre Lafitte, 1920. Collection Lilliput bibliothèque, illustré par R. de La Nézière.
- Blaise et Babette ou les fiancés de la rue Quincampoix, Éditions Pierre Lafitte, 1910. Illustré par Henri Morin.
- L'Ombre de Fouché : Les Policiers de l'Empereur, Collection Éditions Albert Méricant, 1912.
- Une reine de seize ans. Chronique du règne de François II, Ed. Les arts graphiques, 1912
- Le Sire de Framboisy, Éditions Pierre Lafitte, 1913. Collection Lilliput bibliothèque. Illustré par Joseph Hémard.
- Blaise et Babette, Éditions Pierre Lafitte, 1915. Illustré par Henri Morin.
- Mam'zelle Titi, Albin Michel, 1919.

- Compère Guilleri, Éditions Pierre Lafitte. Collection Lilliput bibliothèque.
- Le Bon Chevalier Bayard, Éditions Pierre Lafitte. Collection Lilliput bibliothèque.
- Cadet Rousselle, Éditions Pierre Lafitte. Collection Lilliput bibliothèque.
- La Mère Michel, Éditions Pierre Lafitte. Collection Lilliput bibliothèque.
- Anatole veut rester pur, (avec la coll. de Léon Valbert).
- Le Capitaine Riflegoule, Albin Michel, illustrations Joseph Hémard, 1920
- Cœur de laitue, Albin Michel, 1923.
- Giroflé, girofla, Éditions Lafitte Pierre, 1923.
- Le Nid de l'aigle,  Éditions Nilsson, 1923.
- Le Bréviaire du nouveau riche, La Baudinière, 1924, ré-édition en 2022, Éditions de la Germonière,  (ISBN 979-8354665877).
- Trente ans d'humour (avec la coll. d'Henry Miller), France-Édition, 1924.
- Une vie de bâton de chaises, Albin Michel, 1925.
- Un joli jeune homme, Albin Michel, 1926.
- Ces messieurs de l'apéritif, Albin Michel.
- La Chemise de Mme. Crapouillot.
- Le Don Juan de Vincennes.
- Un drôle de fiancé.
- Les Gaités conjugales.
- L'Homme qui réveille les morts. (avec la coll. de Georges de la Fouchardière), Albin Michel.
- Isidore a des peines de cœur.
- Un mari bien tourmenté.
- Le Mari de cœur.
- Le Mémorial de Gonfle-Boufigue.
- Les Millions de monsieur Tripette, (avec la coll. de Georges de la Fouchardière).
- M Florestan, nouveau pauvre.
- M. le Vicomte et son pote.
- Un monsieur dans de jolis draps, Éditions du roseau.
- Scipion Pégoulade.  (avec la coll. de Georges de la Fouchardière).
- Le Secret de Brumaire, illustré par Firmin Maglin, Albert Méricant, vers 1926.
- Le Pauvre de ces dames, Éditions du Fleuve, 1927.
- On nous écrit de Gonfle-Boufigue, Tallandier, 1928.
- À la poule qui fume, Albin Michel, 1929.
- L'Amour sous les mûriers, Éditions du Livre National, 1929.
- Le Poignard de cristal, Librairie des Champs-Élysées, Le Masque no 48, 1929.
- Li Quatrin dou Pebrounié, circ. 1930.
- Les Grandes Pêches maritimes, Juven, 1930.
- L'Homme qui fut assassiné, 1931.
- Le Secret du baron des Adrets, Fayard, Coll. Le livre populaire, 1932.
- Deux femmes et un monsieur, Querelle, 1932.
- Le Roi des Gascons, Tallandier, 1932.
- Kérapian le justicier, Baudinière, 1935.
- Le Chiffre qui tue, 1935.
- Le Crime du mort, 1936.
- Les Exploits de Capestoc, 1936.
- Ohé !... matelot !..., 1941.
- Le Troisième Trèfle, 1942.
- Le Mystérieux Secrétaire Louis XV, 1945.
- Peine de cœur, A. Méricant.
- Le Sauveur de la Convention, Bibliothèque napoléonienne